# Bickenholtz
Bickenholtz – miejscowość i gmina we Francji, w regionie Grand Est, w departamencie Mozela.
Według danych na rok 1990 gminę zamieszkiwało 77 osób, a gęstość zaludnienia wynosiła 31 osób/km² (wśród 2335 gmin Lotaryngii Bickenholtz plasuje się na 968. miejscu pod względem liczby ludności, natomiast pod względem powierzchni na miejscu 1206.).